# Louis Herbert
Louis Claude Chrétien Ghislain Herbert (Lokeren, 19 april 1872 - aldaar, 11 september 1929) was een Belgisch ondernemer en politicus voor de Katholieke Partij.

## Levensloop
Herbert was de zoon van een textielhandelaar. In 1893 liet hij zich tot Belg naturaliseren (voordien had hij de Franse nationaliteit) en trouwde hij met een brouwersdochter (overleden in 1899). Een jaar na het overlijden van zijn eerste vrouw trouwde hij met de dochter van Honoré De Sloovere, oud-burgemeester van Kruishoutem, bij wie hij verschillende kinderen kreeg.
Beroepshalve textielfabrikant, in opvolging van zijn ouders, nam hij tijdens de Eerste Wereldoorlog het dienstdoend burgemeesterschap van Lokeren op zich en dit tot aan zijn ontslag in augustus 1917. De burgemeester in functie (Auguste Raemdonck) was gevlucht en geen enkel lid van het schepencollege of de gemeenteraad werd bereid gevonden het ambt op zich te nemen. De Duitse overheid benoemde dan maar Herbert, die het Duits machtig was. Het is niet duidelijk of hij in 1917 ontslag nam of door de bezetter ontslagen werd. Vanaf 1926 tot aan zijn dood was hij gemeenteraadslid. 
Hij werd in 1925 verkozen tot volksvertegenwoordiger (1925-1929) voor het kiesarrondissement Sint-Niklaas en vervulde dit mandaat tot aan zijn dood. Herbert behoorde tot de middenstandsvleugel van zijn partij.
Hij was tevens raadsheer bij de Werkrechtersraad in Hoger Beroep voor Oost-Vlaanderen, voorzitter van de Koninklijke Katholieke Harmonie van Lokeren en voorzitter van de gouwbond voor Oost-Vlaanderen van het Davidsfonds.
In Lokeren werd de Louis Herbertstraat naar hem genoemd.
Hij was de vader van Tony Herbert.